# Apeadeiro de Verdoejo
O Apeadeiro de Verdoejo é uma interface encerrada da Linha do Minho, que servia a localidade de Verdoejo, no concelho de Valença, em Portugal.

## História
Este apeadeiro situava-se no troço da Linha do Minho entre Valença e Lapela, que foi aberto à exploração em 15 de Junho de 1913.
Nos horários de Junho de 1913, esta interface possuía a categoria de estação, e era servida pelos comboios entre Porto-São Bento e Lapela.
Em 2 de Janeiro de 1990, foram encerrados os comboios no lanço entre Valença e Monção.